# 1887 في فرنسا
فيما يلي قوائم الأحداث التي وقعت خلال عام 1887 في فرنسا.

## سياسة

### تعيين في المنصب
- 3 ديسمبر – سعدي كارنو رئيس فرنسا.

### انتهاء فترة المنصب
- 2 ديسمبر – جول كريفي رئيس فرنسا.

## ظهور
- 1 يناير – الشمال ضد الجنوب رواية من تأليف جول فيرن.
- 1 يناير – الطريق إلى فرنسا رواية من تأليف جول فيرن.

## كتب
من الكتب التي صدرت هذه السنة في فرنسا:
- 1 يناير – الأرض من تأليف إميل زولا.
- 1 يناير – الشمال ضد الجنوب من تأليف جول فيرن.
- 1 يناير – الطريق إلى فرنسا من تأليف جول فيرن.

## مواليد

### يناير
- 24 يناير – جان هنري همبرت عالم نبات فرنسي.[1]
- 26 يناير – فرانسوا فابر درّاج طريق لوكسمبورغي.[2]

### فبراير
- 5 فبراير – رينيه كاسان حقوقي فرنسي.[3]
- 19 فبراير – كيت جيلو لاعبة كرة مضرب فرنسية.

### مارس
- 2 يوليو – مارسال بيروتون رجل سياسة فرنسي.[4][4]
- 28 يوليو – مارسيل دوشامب[5][5]

### مايو
- 19 مايو – فرديناند ويليام[6]
- 24 مايو – جان دي لافاروند كاتب فرنسي.[7]
- 31 مايو – سان جون بيرس شاعر فرنسي.[8]

### يوليو
- 2 يوليو – مارسال بيروتون رجل سياسة فرنسي.[4][4]
- 5 يوليو – روبرت جولي[9]
- 28 يوليو – مارسيل دوشامب[5][5]

### أغسطس
- 11 أغسطس – كلود سيلف كاتبة فرنسية.[10]

### أكتوبر
- 24 أكتوبر – أوكتاف لابيز درّاج طريق فرنسي.[11]

### ديسمبر
- 18 ديسمبر – غاستون فييت بروفيسور فرنسي.[12]
- 26 ديسمبر – فيليكس دي شازورن[13]

## وفيات

### أبريل
- 8 أبريل – لويس تولو (مواليد 1829) عالم فلك فرنسي.

### نوفمبر
- 6 نوفمبر – أوجين بوتييه (مواليد 1816) سياسي فرنسي.[14]